# Joan Mellado Triviño
Joan Mellado Triviño (Manresa, 9 d'octubre de 1968), és un jugador d'escacs català, que representa actualment la Federació Andorrana (des de 2007), i que té el títol de Mestre Internacional des de 1993.
A la llista d'Elo de la FIDE de l'agost de 2016, hi tenia un Elo de 2427 punts, cosa que en feia el jugador número 4 (en actiu) d'Andorra. El seu màxim Elo va ser de 2493 punts, a la llista de gener de 2000 (posició 592 al rànquing mundial).

## Resultats destacats en competició
El 1988 va guanyar el campionat de Catalunya juvenil, l'any 1996 fou subcampió de Catalunya de partides ràpides.
Ha guanyat, entre altres torneigs, l'obert Ciutat de Mollerussa els anys 1991 i 1992, l'Obert actiu de Vallfogona de Balaguer, El 1995 participà en la primera edició del fort Torneig d'escacs d'Enghien, tot i que hi tingué una mala actuació.
Campió de l'Obert Vila de Benavent el 2006, l'any 2008 va guanyar el Campionat d'Andorra.
El 2014 fou segon al XXIV Obert Internacional d'Escacs de La Pobla de Lillet, rere Karen Movsziszian. El juliol de 2015 fou tercer de l'Obert d'Olot amb 7 punts de 9 (el campió fou Fernando Peralta).